# 黃之俊
黃之俊（1552年—？），字君籲，號瑞峰，江西臨江府清江縣人，民籍，明朝政治人物。

## 生平
萬曆七年（1579年）己卯科江西鄉試二十三名，萬曆十四年（1586年）丙戌科會試二十一名，登三甲第一百八十四名進士。工部观政。

## 家族
曾祖黃東瑛；祖父黃坤，曾任巡檢；父黃廷瑞，曾任廩膳生員。嫡母杜氏；生母慎氏。具庆下。弟之伟、之伊，俱庠生；之傅、之僎、之僑、之仲、之儀。